# Тринити (альбом)
«Тринити» — третий студийный альбом группы Слот. Выпущен в 2007 году на лейбле «М2BA». Первый альбом группы, изданный с продюсером, а также первый альбом, в котором поёт Дарья «Nookie» Ставрович (за исключением переиздания «2 Войн»).
На песни «Мёртвые звёзды» в 2007 году и «Они убили Кенни» в 2008 году сняты клипы.
В альбом вошла кавер-версия хита «Улица Роз» группы «Ария». Это второй опыт каверов, впервые группа сделала кавер в первом студийном альбоме Slot 1, перепев песню группы «Агата Кристи» «Нисхождение». В пятом студийном альбоме F5, вышедшем в 2011 году, группа перепела «Улицу Роз» вместе с вокалистом «Арии» (на тот момент) Артуром Беркутом.

## Оформление альбома
На обложке нарисована иллюстрированная аллегория к заглавной песне альбома — это персонаж, который не видит, не слышит и не говорит. Троица (англ. Trinity) — символ равнодушия.
Как и у альбома 2 Войны, есть буклет с текстами всех песен, инструментальные версии всех песен и каталог атрибутики группы. У буклета с текстами есть недостаток — тексты почти не читаются, но в мультимедийной секции диска также есть тексты.

## Интервью
30 марта 2008 года Игорь Лобанов, как и в случае с альбомом 2 Войны, дал интервью Heavymusic.ru.
John Sinterson с сайта задал вопрос Игорю Лобанову о песне «Мёртвые звёзды», открывающей пластинку:

John Sinterson: Тем не менее, альбом открыл сингл «Мертвые звезды». Зачем было делать аж три версии этой песни, притом что ни одна из них не является ремиксом?
Кэш: Сначала мы сделали радио-версию, потом телеверсию, потом…
ID: …телеграфную версию, потом для передачи азбукой Морзе (смеется). Вот та, которая для передачи азбукой Морзе, и вошла в альбом.
Джон обратил внимание на песню «Они убили Кенни»:

John Sinterson: В альбоме «Две войны» была песня «Пластика», на новом диске – «Они убили Кенни». Это уже традицией становится делать одну стеб-песню для диска?
Кэш: Жизнь складывается из разных вещей…
Нуки: Такой островок юмора он нужен после прослушивания серьёзных аудиокомпозиций, когда можно положить мозги на полку и оторваться.
Кэш: Мы тоже не дураки поржать иногда, вот и поржать в творчестве имеет смысл.
Игорь Лобанов рассказал, почему группа захотела перепеть хит «Улица Роз» группы «Ария»:
Это главная песня российского металла вообще, поэтому мы поработали с Арией. Это же хит, главное наследие российской металлической музыки!
Инициаторами перепевки были сама группа и канал A-One.
Продюсер альбома Кирилл Немоляев сказал, что для альбома готовилось 16 песен, но некоторые пришлось исключить.

А зачем я им был там нужен? На самом деле в группе пять креативных людей, из них трое с постоянно фонтанирующими идеями, и моей задачей было выбрать лучшую идею и принять решение, что в этой песне группа пойдет в этом направлении, а в той – в другом. Первоначально было 16 треков, пришлось практически семь выбросить в корзину.— Кирилл Немоляев

## Реакция критики
Jonh Sinterson с HeavyMusic.ru положительно описал альбом:
46 минут альбома слушаются на одном дыхании и каждая песня – потенциальный хит.
Он заметил сходство между 2 Войнами и Тринити:
Как и на «2 Войны» на диске присутствуют шуточная песня и песня, посвященная экстремальным видам спорта. Тогда это были «Пластика» и «X-stream», а теперь обращение к народному сериалу «Южный Парк» - «Они убили Кенни» и потенциальный гимн бордеров - «Доска». Так же, как и «2 Войны» альбом получился качественным и интересным.
Особо он оценил кавер на «Улицу Роз»:
Отдельно стоит упомянуть кавер на песню группы Ария «Улица роз». Песня действительно получила второе, альтернативное рождение.
Арсений Дмитриев с Zvuki.ru отозвался о некоторых песнях альбома так:
Рваное металлорэпперство - ход не особо новый. Но приятно, когда голоса не просто заполняют доли инструментала (ка это у нас обычно делается), а по-настоящему, по-рэперски, создают ритм внутри ритма. Так что в этом смысле боевик "Доска", бесспорно, хорош.
Да и вообще, на альбоме полно хороших, интересных, а главное - осмысленных. "God & Devil Inc" - злобная, но правдивая усмешка в адрес тех, кто произносит "господи" с интонациями "ё... твою мать", и молится с настроением заключающего сделку. Баллада "Ave Maria" обезоруживающе задушевна и невинно-бесстыдна. Танцевальный номер "Страх, Боль И Слезы" пронизан синти-попом и EBM. Скучно не будет, и это главное.

В заглавном номере альбома ребята обращаются к небесам в ритмах синкопированного уличного базара. Мир перекошен, и троица ангелов стала подобна трем лубочным мартышкам "ничего не вижу, ничего не слышу, ничего не скажу". И тут же - постебушка "Они Убили Кенни" со вставками нью-металлического похоронного марша - верный признак того, что в одномерную угрюмость Слот никогда не ударится.
Но, в отличие от John Sinterson, кавер на «Улицу Роз» он оценил негативно:
И кстати, без истеричных эмо-панковских плясок на костях престарелого бой-бэнда Ария ("Улица Роз") можно было бы легко обойтись. Оригинал уже настолько достал всех, кроме дурачков, пьющих пиво в подземных переходах поздними вечерами, что никаким ремиксом не выправить те кислые мины, что появляются на лицах при первых аккордах.

## Списки композиций

### Audio CD1
| №   | Название                | Длительность |
| --- | ----------------------- | ------------ |
| 1.  | «Мёртвые звёзды»        | 3:00         |
| 2.  | «Доска»                 | 3:16         |
| 3.  | «Улица Роз»             | 4:21         |
| 4.  | «God & Devil Inc.»      | 4:17         |
| 5.  | «Ave Maria»             | 3:38         |
| 6.  | «Trinity»               | 3:24         |
| 7.  | «Они убили Кенни»       | 3:44         |
| 8.  | «Кома»                  | 4:08         |
| 9.  | «До десяти...»          | 3:22         |
| 10. | «От заката до рассвета» | 3:09         |
| 11. | «Над пропастью во лжи»  | 3:27         |
| 12. | «Страх, боль и слёзы»   | 2:33         |
| 13. | «Тик»                   | 4:42         |

### Multimedia CD2
| №   | Название                | Длительность |
| --- | ----------------------- | ------------ |
| 1.  | «Мёртвые звёзды»        | 2:52         |
| 2.  | «Доска»                 | 3:06         |
| 3.  | «Улица Роз»             | 4:21         |
| 4.  | «God & Devil Inc.»      | 3:58         |
| 5.  | «Ave Maria»             | 3:34         |
| 6.  | «Trinity»               | 3:23         |
| 7.  | «Они убили Кенни»       | 3:06         |
| 8.  | «Кома»                  | 3:53         |
| 9.  | «До десяти...»          | 3:18         |
| 10. | «От заката до рассвета» | 3:25         |
| 11. | «Над пропастью во лжи»  | 4:11         |
| 12. | «Страх, боль и слёзы»   | 2:34         |
| 13. | «Тик»                   | 4:16         |

## Состав
- Дарья «Nookie» Ставрович — вокал
- Игорь «КЭШ» Лобанов — вокал, программирование, MCing, growling
- Сергей «ID» Боголюбский — гитара, ситар, программирование, growling
- Михаил «MiX» Петров — бас
- Кирилл «Mr. Dudu» Качанов — барабаны, перкуссия
- Кирилл Немоляев, Mr. Dudu, Мегагерц, ID, MiX, Nookie, КЭШ — голосовой бардак (7)
- Август Крепак —- виолончель (10)